# アニマゲー
『アニマゲー』（英字表記：AniMaGa）は、2014年4月12日からMBSテレビ（毎日放送）他で放送されていた情報番組である。
第1回の番組名は『西川貴教と松井玲奈が突然アニメとマンガとゲームばかりの番組をはじめた件について』（にしかわたかのりとまついれながとつぜんアニメとマンガとゲームばかりのばんぐみをはじめたけんについて）で、第4回まではこれを基本にもじった別の名称が毎回使われていたが、第5回からは略称に当たる表題名が使われていた。

## 概要
日本のアニメ・マンガ・ゲームの最前線の話題を提供する情報番組。2014年4月3日にニュースサイトで第一報が報じられ、同年4月12日よりMBSにて第1回が放送された。
西川貴教と松井玲奈が司会を務め、事前に収録されたVTRをベースに、トークを交わす。また、司会席の後方には黒いスーツを着た女性のコンシェルジュコンシェルジュが立っており、中央に設置されたモニターへ随時カンペ的な指示やトークに対するツッコミを書き込む（口頭で話すことはない）。特集内容によっては、業界の関係者やタレントがゲストとして招かれるほか、モニターを通じて別の場所からコメンテーターがトークを行う場合もある。
第1回以来、地上波ではほぼ関西ローカルだが、第15回までは携帯端末向け放送のNOTTVでも放送されていたため、受信環境が揃っていれば日本全国で視聴可能だった。また、毎回エンディングでは新規のネット局を募る告知が流されており、第2回以降はTOKYO MXなどの他地域の放送局でも放送されることがある。
第4回では、松井と水樹奈々の対談コーナーが放送されたが、MBSのみ通常の本編とは別に『AniMaGa特別編「CROSS〜水樹奈々×松井玲奈〜」』のタイトルで、一部カットされた部分を追加して単独番組として再放送された。
どのネット局も放送日時は回によって変わり、Twitterの公式アカウントや深夜帯に放送されるスポットCMを通じて随時発表される。第4回までは1回1時間で、改編期を目安に3か月に1回ほどの頻度で放送されたが、第5回以降は1回30分間となる代わりに月1回程度に増やされている。これに合わせ、第5回より番組セットなどのリニューアルが行われた。
前述のNOTTVのサービス終了に伴う打ち切りを経た2016年4月以降、Amazonプライム・ビデオでの配信が始まった。同年1月から4月までの4回分が追加され、この後の放送分も随時追加されていく予定であり、日本のAmazonプライムのアカウントさえあれば世界中で見たい時にいつでも見られるようになった。
この後、配信開始半年を経てから、徐々に過去配信話が「視聴不可」状態となり、最新話も2017年3月号をもって更新されなくなり、現在は全て視聴できなくなっている(2024年11月現在。）ホームページや公式Twitterも3月以降更新がなく、配信終了をもって最終回が制作される事なく番組が終了したとみられる。

## 出演者
司会
- 西川貴教
- 松井玲奈

スタジオゲスト
- 第1回 - 南明奈
- 第3回 - 天山広吉
- 第6回 - 加藤夏希
- 第7回 - 喜屋武ちあき
- 第10回 - 市川紗椰
- 第14回・第15回 - 吉木りさ

コメンテーター
- さやわか

コンシェルジュ
- 名前は非公表

## コーナー
オープニングトークの後、特定のアニメ・マンガ・ゲーム作品の特集を中心に、途中でおおむね以下の順番にコーナーを挿み、エンディングトークで締める。
AniMaGa NEWS（アニマゲー ニュース）
アニメ・マンガ・ゲーム作品に関するイベントなどについて伝える。声優などのインタビューが流されることもある。
AniMaGa知恵袋
不定期に実施。アニメ・マンガ・ゲームにまつわる些細な疑問について、いくつかの作品の映像を交えて検証する。ロゴはYahoo!知恵袋のものを模倣している。
このコーナーのみ、コメンテーターとしてさやわかがモニター越しに登場する。
新作アニメPVフラッシュ
改編期を経て新たにスタートするアニメ作品のPVを、あらすじ付きでまとめて紹介する。第7回からは、作品の監督と元請けの制作会社名も表示される。
原則として番組の後半で挿入されるが、月1回の放送となってからは、改編期に当たる月の放送回のみ実施される。

## 番組タイトルの変遷
| 放送回 | タイトル                                                                                          |
| ------ | ------------------------------------------------------------------------------------------------- |
| 第1回  | 西川貴教と松井玲奈が突然アニメとマンガとゲームばかりの番組をはじめた件について                    |
| 第2回  | 【朗報】西川貴教と松井玲奈のアニメとマンガとゲームばかりの番組が東京でも放送が決まった件について  |
| 第3回  | 西川貴教と松井玲奈のアニメとマンガとゲームの番組の放送地域が狭すぎてようつべで見られすぎ問題      |
| 第4回  | 西川貴教と松井玲奈のアニメ・マンガ・ゲームの番組のタイトルが毎回変わるので考えるのつらすぎワロタw |
| 特別編 | CROSS〜水樹奈々×松井玲奈〜                                                                        |
| 第12回 | 西川貴教と松井玲奈の年末やからアニマゲーまとめてみたいと思うンゴ                                  |
| 第24回 | 西川ニキと玲奈タソの年末やからアニマゲーまとめてええとこどりチート放送したいンゴ!                 |

第5回からは『アニマゲー（AniMaGa）』で固定され、通常は副題（サブタイトル）も特に付けられていない。

## スタッフ
- ナレーション：神谷浩史
- 構成：安斎昌幸
- カメラ：菊池巧
- 音声：成田浩一郎
- 編集：加藤裕也、蒲澤悠太（2人共ヌーベルアージュ）
- ＭＡ：志村武浩（ヌーベルアージュ）
- 音効：星裕介
- ＣＧ：渡部佳宣
- オープニングアニメ：風上旬、らっパル、山下清悟
- ディレクター：平井正孝、田中宣幸、高田健介、山本優
- ＡＰ：レキ・H、武井美穂
- ディレクター：田中宣幸、高田健介
- 演出：井ノ上龍登、天野雄太、久留嶋雄樹
- プロデューサー：佐久間大介、らすてぃ・M、村中祐一
- 番組協力：藤崎博文、副島義貴、西馬場浩、グッドスマイルカンパニー
- 制作協力：EAST ENTERTAINMENT、アマゾンラテルナ
- 制作著作：アニマゲーの会

## 放送局
| 放送地域   | 放送局                 | 放送期間       | 放送日時                     | 備考     |       |
| 第1回      | 第1回                  | 第1回          | 第1回                        | 第1回    | 第1回 |
| ---------- | ---------------------- | -------------- | ---------------------------- | -------- | ----- |
| 近畿広域圏 | 毎日放送               | 2014年4月13日  | 日曜 1:20 - 2:20（土曜深夜） |          |       |
| 日本国内   | NOTTV                  | 2014年4月13日  | 日曜 20:00 - 21:00           |          |       |
| 第2回      |                        |                |                              |          |       |
| 近畿広域圏 | 毎日放送               | 2014年7月9日   | 木曜 1:09 - 2:09（水曜深夜） |          |       |
| 東京都     | TOKYO MX               | 2014年7月11日  | 金曜 19:00 - 20:00           |          |       |
| 日本国内   | NOTTV                  | 2014年7月12日  | 土曜 20:00 - 21:00           |          |       |
| 鹿児島県   | 南日本放送             | 2014年7月14日  | 月曜 1:00 - 2:00（日曜深夜） |          |       |
| 第3回      |                        |                |                              |          |       |
| 近畿広域圏 | 毎日放送               | 2014年10月20日 | 月曜 1:20 - 2:25（日曜深夜） |          |       |
| 日本国内   | NOTTV                  | 2014年10月21日 | 火曜 22:00 - 23:00           |          |       |
| 東京都     | TOKYO MX               | 2014年10月23日 | 木曜 19:00 - 20:00           |          |       |
| 鹿児島県   | 南日本放送             | 2014年10月27日 | 月曜 0:50 - 1:50（日曜深夜） |          |       |
| 第4回      |                        |                |                              |          |       |
| 近畿広域圏 | 毎日放送               | 2015年1月26日  | 月曜 1:20 - 2:25（日曜深夜） | [ 注 3 ] |       |
| 日本国内   | NOTTV                  | 2015年2月5日   | 木曜 23:30 -                 |          |       |
| 鹿児島県   | 南日本放送             | 2015年2月9日   | 月曜 0:50 - （日曜深夜）     |          |       |
| 第5回      |                        |                |                              |          |       |
| 近畿広域圏 | 毎日放送               | 2015年4月4日   | 土曜 1:20 - 2:25（金曜深夜） |          |       |
| 日本国内   | NOTTV                  | 2015年5月9日   | 土曜 22:00 -                 |          |       |
| 第6回      |                        |                |                              |          |       |
| 近畿広域圏 | 毎日放送               | 2015年6月13日  | 土曜 1:50 - 2:22（金曜深夜） |          |       |
| 日本国内   | NOTTV                  | 2015年6月13日  | 土曜 22:30 -                 |          |       |
| 東京都     | TOKYO MX               | 2015年6月18日  | 木曜 18:30 -                 |          |       |
| 第7回      |                        |                |                              |          |       |
| 日本国内   | NOTTV                  | 2015年7月11日  | 土曜 22:30 -                 |          |       |
| 近畿広域圏 | 毎日放送               | 2015年7月17日  | 土曜 1:50 - 2:25（金曜深夜） |          |       |
| 東京都     | TOKYO MX               | 2015年8月5日   | 水曜 18:30 -                 |          |       |
| 第8回      |                        |                |                              |          |       |
| 日本国内   | NOTTV                  | 2015年8月8日   | 土曜 22:30 -                 |          |       |
| 東京都     | TOKYO MX               | 2015年8月19日  | 水曜 18:30 -                 |          |       |
| 近畿広域圏 | 毎日放送               | 2015年8月22日  | 土曜 1:40 -（金曜深夜）      |          |       |
| 第9回      |                        |                |                              |          |       |
| 日本国内   | NOTTV                  | 2015年9月12日  | 土曜 22:30 -                 |          |       |
| 東京都     | TOKYO MX               | 2015年9月16日  | 水曜 18:30 -                 |          |       |
| 近畿広域圏 | 毎日放送               | 2015年9月30日  | 水曜 2:30 - 3:00（火曜深夜） |          |       |
| 第10回     |                        |                |                              |          |       |
| 日本国内   | NOTTV                  | 2015年10月10日 | 土曜 22:30 -                 |          |       |
| 東京都     | TOKYO MX               | 2015年10月21日 | 水曜 18:30 -                 |          |       |
| 近畿広域圏 | 毎日放送               | 2015年10月24日 | 土曜 1:35 -（金曜深夜）      |          |       |
| 第11回     |                        |                |                              |          |       |
| 近畿広域圏 | 毎日放送               | 2015年11月14日 | 土曜 1:35 - 2:10（金曜深夜） |          |       |
| 日本国内   | NOTTV                  | 2015年11月14日 | 土曜 22:00 - 22:30           |          |       |
| 東京都     | TOKYO MX               | 2015年11月18日 | 水曜 18:30 - 19:00           |          |       |
| 第12回     |                        |                |                              |          |       |
| 日本国内   | NOTTV                  | 2015年12月12日 | 土曜 22:00 - 22:30           |          |       |
| 東京都     | TOKYO MX               | 2015年12月16日 | 水曜 18:30 - 19:00           |          |       |
| 近畿広域圏 | 毎日放送               | 2015年12月26日 | 土曜 1:25 - 1:55（金曜深夜） |          |       |
| 第13回     |                        |                |                              |          |       |
| 日本国内   | NOTTV                  | 2016年1月9日   | 土曜 21:00 - 21:30           |          |       |
| 近畿広域圏 | 毎日放送               | 2016年1月16日  | 土曜 1:50 - 2:25（金曜深夜） |          |       |
| 東京都     | TOKYO MX               | 2016年1月20日  | 水曜 18:30 - 19:00           |          |       |
| 第14回     |                        |                |                              |          |       |
| 日本国内   | NOTTV                  | 2016年2月13日  | 土曜 21:00 - 21:30           |          |       |
| 東京都     | TOKYO MX               | 2016年2月17日  | 水曜 18:30 - 19:00           |          |       |
| 近畿広域圏 | 毎日放送               | 2016年2月20日  | 土曜 1:35 - 2:05（金曜深夜） |          |       |
| 第15回     |                        |                |                              |          |       |
| 近畿広域圏 | 毎日放送               | 2016年3月12日  | 土曜 1:35 - 2:10（金曜深夜） |          |       |
| 日本国内   | NOTTV                  | 2016年3月12日  | 土曜 21:00 - 21:30           | [ 注 4 ] |       |
| 東京都     | TOKYO MX               | 2016年3月16日  | 水曜 18:30 - 19:00           |          |       |
| 第16回     |                        |                |                              |          |       |
| 東京都     | TOKYO MX               | 2016年4月20日  | 水曜 19:30 - 20:00           |          |       |
| 近畿広域圏 | 毎日放送               | 2016年4月23日  | 土曜 1:40 - 2:10（金曜深夜） | [ 注 5 ] |       |
| 第17回     |                        |                |                              |          |       |
| 近畿広域圏 | 毎日放送               | 2016年5月14日  | 土曜 1:50 - 2:20（金曜深夜） |          |       |
| 日本国内   | Amazonプライム・ビデオ | 2016年5月14日  | 土曜 2:30 - （金曜深夜）     |          |       |
| 東京都     | TOKYO MX               | 2016年5月18日  | 水曜 19:00 - 19:30           |          |       |
| 第18回     |                        |                |                              |          |       |
| 近畿広域圏 | 毎日放送               | 2016年6月11日  | 土曜 1:35 - 2:10（金曜深夜） |          |       |
| 日本国内   | Amazonプライム・ビデオ | 2016年6月11日  | 土曜 2:30 - （金曜深夜）     |          |       |
| 東京都     | TOKYO MX               | 2016年6月22日  | 水曜 19:30 - 20:00           |          |       |
| 第19回     |                        |                |                              |          |       |
| 近畿広域圏 | 毎日放送               | 2016年7月9日   | 土曜 1:50 - 2:25（金曜深夜） |          |       |
| 日本国内   | Amazonプライム・ビデオ | 2016年7月9日   | 土曜 2:30 - （金曜深夜）     |          |       |
| 東京都     | TOKYO MX               | 2016年7月13日  | 水曜 19:00 - 19:30           |          |       |
| 第20回     |                        |                |                              |          |       |
| 近畿広域圏 | 毎日放送               | 2016年8月13日  | 土曜 1:50 - 2:25（金曜深夜） |          |       |
| 日本国内   | Amazonプライム・ビデオ | 2016年8月13日  | 土曜 2:30 - （金曜深夜）     |          |       |
| 東京都     | TOKYO MX               | 2016年8月17日  | 水曜 19:30 - 20:00           |          |       |

第21回 -
| 放送地域   | 放送局                 | 放送期間       | 放送日時                     | 備考   |        |
| 第21回     | 第21回                 | 第21回         | 第21回                       | 第21回 | 第21回 |
| ---------- | ---------------------- | -------------- | ---------------------------- | ------ | ------ |
| 近畿広域圏 | 毎日放送               | 2016年9月10日  | 土曜 1:50 - 2:25（金曜深夜） |        |        |
| 日本国内   | Amazonプライム・ビデオ | 2016年9月10日  | 土曜 2:30 - （金曜深夜）     |        |        |
| 東京都     | TOKYO MX               | 2016年9月14日  | 水曜 19:30 - 20:00           |        |        |
| 第22回     |                        |                |                              |        |        |
| 近畿広域圏 | 毎日放送               | 2016年10月8日  | 土曜 1:50 - 2:25（金曜深夜） |        |        |
| 日本国内   | Amazonプライム・ビデオ | 2016年10月8日  | 土曜 2:30 - （金曜深夜）     |        |        |
| 東京都     | TOKYO MX               | 2016年10月19日 | 水曜 19:30 - 20:00           |        |        |
| 第23回     |                        |                |                              |        |        |
| 近畿広域圏 | 毎日放送               | 2016年11月12日 | 土曜 1:50 - 2:25（金曜深夜） |        |        |
| 日本国内   | Amazonプライム・ビデオ | 2016年11月12日 | 土曜 2:30 - （金曜深夜）     |        |        |
| 東京都     | TOKYO MX               | 2016年11月16日 | 水曜 19:30 - 20:00           |        |        |
| 第24回     |                        |                |                              |        |        |
| 近畿広域圏 | 毎日放送               | 2016年12月17日 | 土曜 1:25 - 1:50（金曜深夜） |        |        |
| 日本国内   | Amazonプライム・ビデオ | 2016年12月17日 | 土曜 2:30 - （金曜深夜）     |        |        |
| 東京都     | TOKYO MX               | 2016年12月21日 | 水曜 19:30 - 20:00           |        |        |
| 第25回     |                        |                |                              |        |        |
| 近畿広域圏 | 毎日放送               | 2017年1月14日  | 土曜 1:35 - 2:00（金曜深夜） |        |        |
| 日本国内   | Amazonプライム・ビデオ | 2017年1月14日  | 土曜 2:30 - （金曜深夜）     |        |        |
| 東京都     | TOKYO MX               | 2017年1月18日  | 水曜 19:30 - 20:00           |        |        |
| 第26回     |                        |                |                              |        |        |
| 近畿広域圏 | 毎日放送               | 2017年2月11日  | 土曜 1:50 - 2:15（金曜深夜） |        |        |
| 日本国内   | Amazonプライム・ビデオ | 2017年2月11日  | 土曜 2:30 - （金曜深夜）     |        |        |
| 東京都     | TOKYO MX               | 2017年2月15日  | 水曜 19:30 - 20:00           |        |        |
| 第27回     |                        |                |                              |        |        |
| 近畿広域圏 | 毎日放送               | 2017年3月11日  | 土曜 2:10 - 2:35（金曜深夜） |        |        |
| 日本国内   | Amazonプライム・ビデオ | 2017年3月11日  | 土曜 2:30 - （金曜深夜）     |        |        |
| 東京都     | TOKYO MX               | 2017年3月15日  | 水曜 19:30 - 20:00           |        |        |